# Pedro Carvalho (peleador)
Pedro Carvalho (Guimarães, 8 de junio de 1995) es un artista marcial mixto portugués que actualmente compite en la división de peso pluma de Bellator MMA.

## Primeros años
Nació en Guimarães, una ciudad en el distrito de Braga de Portugal, y su padre abandonó a la familia un mes antes de su nacimiento. A la edad de 12 años, decidió convertirse en un luchador de MMA después de ver anuncios de UFC en la televisión, aunque no había una escena avanzada de MMA en el país en ese momento. Comenzó a entrenar poco después en el gimnasio del pionero portugués, Rafael Silva. Antes de firmar con Bellator, Carvalho trabajó en una fábrica y también trabajó como conserje en un hospital mientras peleaba en el circuito regional en Portugal, trabajando para ahorrar suficiente dinero para mudarse a Irlanda para entrenar con SBG para ayudar a que su carrera como peleador despegue.

## Carrera de artes marciales mixtas

### Bellator MMA
Después de firmar con Bellator, Carvalho hizo su debut promocional contra Daniel Crawford en Bellator 200 el 25 de mayo de 2018. Ganó la pelea por decisión dividida.
Carvalho se enfrentó a Luca Vitali el 1 de diciembre de 2018 en Bellator 211. Ganó mediante sumisión de guillotina a solo 43 segundos del primer asalto.
Carvalho se enfrentó al veterano de Bellator Derek Campos el 4 de mayo de 2019 en Bellator Birmingham . Salió victorioso por nocaut técnico en el primer asalto.
Después de terminar 3-0 en la promoción, Carvalho ingresó a continuación al Grand Prix de Peso Pluma. En la primera ronda, se enfrentó a Sam Sicilia en Bellator 226 el 7 de septiembre de 2019. Salió victorioso por sumisión en la primera ronda.
En la ronda de cuartos de final del torneo, se esperaba que Carvalho se enfrentara a Patrício Pitbull por el Campeonato Mundial de Peso Pluma de Bellator en Bellator 241 el 13 de marzo de 2020. Sin embargo, el evento fue cancelado y la pelea quedó en suspenso debido a la pandemia de COVID-19.  La pelea ahora tendrá lugar en Bellator 252 el 12 de noviembre. Carvalho perdió la pelea por nocaut en el primer asalto.
Carvalho se enfrentó a Jay Jay Wilson el 16 de abril de 2021 en Bellator 257. En los pesajes, Wilson perdió el peso por 0,75 libras y fue multado con el 20% de su bolsa. Perdió la pelea un minuto después del segundo asalto, siendo derribado por un puño giratorio y luego molido y golpeado.
Carvalho se enfrentó a Daniel Weichel en Bellator 270 el 5 de noviembre de 2021. Ganó la pelea por decisión unánime.
Carvalho estaba programado para enfrentarse a Khasan Askhabov el 6 de mayo de 2022 en Bellator 280.  Sin embargo, debido a razones no reveladas, Askhabov se vio obligado a retirarse y fue reemplazado por el recién llegado Piotr Niedzielski. Perdió la pelea cerrada por decisión dividida.
Carvalho se enfrentó a Mads Burnell el 23 de septiembre de 2022 en Bellator 285. Ganó la pelea por decisión unánime.
Carvalho se enfrentó a Jeremy Kennedy el 25 de febrero de 2023 en Bellator 291. Perdió la pelea por decisión unánime.
Carvalho se enfrentó a Aaron Pico el 23 de septiembre de 2023 en Bellator 299. Perdió la pelea por nocaut técnico en el suelo y por golpes en el primer asalto.

## Récord de artes marciales mixtas
| Récord profesional | Récord profesional | Récord profesional |
| 22 peleas          | 13 victorias       | 9 derrotas         |
| ------------------ | ------------------ | ------------------ |
| Nocaut             | 2                  | 4                  |
| Sumisión           | 6                  | 1                  |
| Decisión           | 5                  | 3                  |
| Descalificación    | 0                  | 1                  |